# معاداة الوضعية

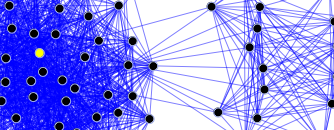

في العلوم الاجتماعية، تُعتبر معاداة الوضعية (أو التفسيرية أو الرفضية) أحد المواقف النظرية التي اقترحت تعذّر دراسة المجال الاجتماعي بواسطة أسلوب الاستقصاء العلمي المُطبّق على الطبيعة، وتفترض استلزام المجال الاجتماعي لنظرية معرفية مختلفة لاستقصائه. يُعتبر الاعتقاد بدور المفاهيم واللغة كأساليب مستخدمة من قبل الباحثين في تشكيل رؤى المجال الاجتماعي الذي يدرسونه ويعرّفونه كأحد العناصر الأساسية في النظرية المعرفية المعادية للوضعية.

## المفهوم
تطوّرت التفسيرية (الرفضية) بين الباحثين المستائين من النظرية ما بعد الوضعية، إذ اعتبروا نظرياتها مفرطةً في العمومية وغير ملائمة لتجسيد الفروق الدقيقة والتباين الجلي في التفاعل البشري. يعتقد المفسّرون أن الأبحاث التي يقودها البشر حول البشر غير قادرة على تحقيق نتائج موضوعية، وذلك نظرًا لتعذّر فصل القيم والمعتقدات النظرية للباحثين عن تحقيقاتهم. وبالتالي، يبحث المفسّرون عن المعنى في التجارب الشخصية للأفراد المشاركين في التفاعلات الاجتماعية بدلًا من البحث عن منظور موضوعي. ينخرط العديد من الباحثين التفسيريون في الإطار الاجتماعي الذي يدرسونه، ويسعون لفهم وصياغة نظريات حول مجتمع ما أو مجموعة من الأفراد من خلال الملاحظة الداخلية. تُعتبر التفسيرية ممارسةً استقرائيةً متأثرةً بالأطر الفلسفية كالاجتهاد التأويلي والظاهراتية والتفاعلية الرمزية.

## التاريخ
كان التاريخ الطبيعي والتاريخ الإنساني مجالين منفصلين في البحث الفكري، وذلك اعتبارًا من جيامباتيستا فيكو في أوائل القرن الثامن عشر ومونتسكيو فيما بعد. لا يسيطر الإنسان على التاريخ الطبيعي بينما يُعتبر التاريخ البشري صنيعةً بشريةً. وبناء على ذلك، تُسترشد معاداة الوضعية من خلال التمايز المعرفي بين العالم الطبيعي والمجال الاجتماعي. لا يُمكن فهم العالم الطبيعي إلا في سياق سماته الخارجية، بينما يُمكن فهم المجال الاجتماعي في سياق خارجي وداخلي، وبالتالي تتسنّى معرفته.
شكّك المثقفون بقيادة الهيغليين في آفاق التحليل الاجتماعي التجريبي في أوائل القرن التاسع عشر. تُوفّي كارل ماركس قبل تأسيس العلوم الاجتماعية الرسمية، لكنّه رفض نظرية الوضعية الاجتماعية الخاصة بأوغست كونت على الرغم من محاولته لتأسيس علم مادي تاريخي اجتماعي.
أرست النظرية الوضعية المُعزّزة لإميل دوركايم أسس علم الاجتماع الأكاديمي الحديث والبحوث الاجتماعية، لكنّها أبقت على العديد من العناصر الميكانيكية لسابقاتها. وضع أخصائيو التأويل مثل فيلهلم دلتاي نظريات تفصيلية حول التمايز بين العلوم الطبيعية والاجتماعية (علوم الروح)، بينما أكّد فلاسفة الكانطية الجديدة مثل هاينريخ ريكرت على عدم توافق المجال الاجتماعي بمفاهيمه التجريدية ورمزياته مع الأساليب العلمية للتحليل. في غضون ذلك، رفض إدموند هوسرل الوضعية تحت مسمّى الظاهراتية.
في مطلع القرن العشرين، طرحت الموجة الأولى من علماء الاجتماع الألمان معاداة الوضعية الاجتماعية التفسيرية بشكل رسمي، إذ اقترحوا فكرة تركيز الأبحاث على الأعراف والقيم والرموز والعمليات الاجتماعية الثقافية من منظور شخصي قاطع. يلتمس المعادون للوضعية العلاقات «غير التاريخية والثابتة والقابلة للتعميم» كتلك التي يسعى إليها علماء الطبيعة.

يُعتبر التفاعل بين النظرية (أو المفاهيم المبنية) والبيانات أمرًا أساسيًا في العلوم الاجتماعية، إذ تميّزها هذه التبعية عن العلوم الفيزيائية. أشار دوركايم إلى أهمية بناء المفاهيم نظريًا (على سبيل المثال، «الوعي الجماعي» و«الشذوذ الاجتماعي»)، وذلك بهدف تشكيل تصنيفات قابلة للتطبيق والتجربة. كان كلّ من فيبر وجورج سيمل رائدين في النهج التفسيري حيال العلوم الاجتماعية؛ وهو عملية منهجية يحاول من خلالها المراقب الخارجي التواصل مع مجموعة ثقافية معينة أو سكان أصليين وفقًا لطرائقهم ومنظورهم الخاص. 
«(علم الاجتماع) ... هو العلم الهادف إلى تفسير معنى العمل الاجتماعي ومن ثم إعطاء تفسير سببي لطريقة تنفيذ الفعل والآثار الناجمة عنه. يُقصد بكلمة [الفعل] في هذا التعريف السلوك الإنساني ذو المعنى غير الموضوعي من وجهة نظر الوكيل أو الوكلاء ... المعنى الذي نشير إليه على أنّه إمّا (أ) المعنى المقصود فعليًا من قبل وكيل ما في مناسبة تاريخية معيّنة أو من قبل عدد من الوكلاء بمتوسط تقريبي في مجموعة معيّنة من الحالات، أو (ب) المعنى المنسوب للوكيل أو الوكلاء كنوع مجرّد مركّب نظريًا. موضوعياً، يُعتبر [المعنى] الفكري في كلتي الحالتين [صحيحًا] أو [حقيقيًا] بطريقة أو بأخرى بحسب بعض المعايير الميتافيزيقية. وهنا يكمن الفرق بين العلوم التجريبية الإجرائية مثل علم الاجتماع والتاريخ وأي نوع من الاختصاصات البديهية مثل الفقه أو المنطق أو الأخلاق أو الجماليات الهادفة إلى استخلاص معنى [صحيح] أو [سليم] من موضوعها قيد البحث». ــــ ماكس فيبر، طبيعة العمل الاجتماعي، عام 1922.
اكتسب علم الاجتماع سمةً محتملةً متجاوزةً جمع البيانات الوضعية أو النظم القطعية للقانون البنيوي، وذلك بفضل أعمال سيميل على وجه الخصوص. انعزل سيميل نسبيًا عن الأكاديمية الاجتماعية طيلة حياته، لكنّه قدّم تحليلات تمييزية للحداثة أشبه بالكتّاب الظاهراتيين والوجوديين ومنافسًا لكونت ودوركايم، إذ أولى أشكال وإمكانيات الفردية الاجتماعية اهتمامًا خاصًا. انخرط من خلال نظريته في علم الاجتماع في انتقاد الكانطية الجديدة لحدود الإدراك البشري.
وبذلك ترى معاداة الوضعية بأنه لا يوجد وحدة منهجية للعلوم؛ تشمل الأهداف الثلاثة غير المكتملة للوضعية كلّ من الوصف والتحكّم والتنبؤ، فهي تفتقر إلى الفهم. يهدف العلم إلى فهم السببية بهدف التمكّن من ممارسة التحكّم. في حال نجاح الأمر ضمن إطار علم الاجتماع، سيكون بمقدور ذوي المعرفة التحكّم في الجهلة مما سيسفر عن الهندسة الاجتماعية.
أثار هذا المنظور جدلًا حول قدرة المرء على رسم الخط الفاصل بين البحوث الذاتية والموضوعية، ناهيك عن رسم خط مصطنع بين البيئة والتنظيم البشري، لكنّه أثّر على دراسة علم التأويل. تخطّت المفاهيم الأساسية لمعاداة الوضعية نطاق العلوم الاجتماعية، إذ يمتلك علم الظواهر نفس المبادئ الأساسية في صميمه. وببساطة، ينظر الوضعيون إلى علم الاجتماع على أنه علم، بينما لا يراه المعادون للوضعية بهذا الشكل.

### مدرسة فرانكفورت
استمر التقليد المعادي للوضعية من خلال ترسيخ النظرية النقدية، وخصوصًا في الأعمال المرتبطة بمدرسة فرانكفورت للأبحاث الاجتماعية. تتيسّر معاداة الوضعية بشكل أفضل من خلال رفض «العلموية»؛ أو العلم بوصفه أيديولوجية. يجادل يورغن هابرماس في كتابه «عن منطق العلوم الاجتماعية» (1967) بأن «النظرية الوضعية للعلم الموحد والمصنّفة لكل العلوم كنموذج طبيعي علمي فاشلة بسبب العلاقة الحميمة بين العلوم الاجتماعية والتاريخ، أما فكرتها القائلة بأنها مستندة إلى فهم خاص بكل موقف للمعنى ولا يمكن تفسيره سوى تأويليًا ... لا يمكن الوصول إلى الحقيقة المبنية سابقًا بشكل رمزي من خلال الملاحظة وحسب».
جادل عالم الاجتماع زيجمونت بومان أن «الحداثة تضيّق على ميلنا الفطري للتعبير عن القلق الأخلاقي والتماهي مع رغبات الآخر، وذلك من خلال العلوم الوضعية والبيروقراطية العقائدية. إن لم «يندمج» الآخر في التصنيفات المعتمدة من قبل الحداثة، فهي عرضة للخمود».